# 上海轨道交通市域线
上海轨道交通市域线，是服务于上海市主城区与新城及近沪城镇、新城之间的快速、中长距离联系的城市轨道交通的总称，从属于由市域线、市区线、局域线三个层次组成的上海的轨道交通网络，其中大部分线路由申通地铁运营，是上海地铁系统的组成部分，后于2023年1月10日发布标志。轨道交通市域线按制式可分为市域铁路（官方通名市域铁）和地铁轨道快线，本文仅讲述前者。据上海市城市总体规划，上海将新建500公里市域铁路，已于2022年11月开始征集标志，后于2023年1月10日发布标志。
目前，市域线中运营中的线路为2条，为金山线和机场联络线。根据国家发改委批准的《上海市城市轨道交通第三期建设规划》、《长江三角洲地区交通运输更高质量一体化发展规划》及《长江三角洲地区多层次轨道交通规划》，在十四五期间，上海会启动嘉闵线、机场联络线、南汇线、南枫线、奉贤线、示范区线等项目（详见下文建设期程表中非“列入2035总规”之项目）。新建的机场联络线、嘉闵线、南汇线、示范区线等规划运营总里程超过600公里线路将由申通地铁集团的全资子公司「上海市域铁路运营有限公司」负责运营。

## 历史

### 早期
1999年法国赛思达公司为上海地铁规划时，提出了轨道交通线网由市域快速轨道线、市区地铁线、市区轻轨线组成，共17条线路，其中市域快速轨道线4条（加上拆分后的线路包括今上海轨道交通1号线、上海轨道交通2号线、上海轨道交通9号线、上海轨道交通11号线、上海轨道交通5号线、上海轨道交通16号线、上海轨道交通17号线、上海轨道交通22号线、上海轨道交通金山线）。2001年市规划院和市综合交通研究所在该方案基础上进一步优化完善，最终确定网络规模为810公里，车站451座，换乘站91座，大型换乘枢纽16座，2001年纳入《上海市城市总体规划（1999年~2020年）》并经国务院批准。
但之后实施时，除16号线及改建后的金山铁路，1号线与2号线已经具有高密度站点，其余线路郊区段线路在实施过程不断增设站点，导致平均站距减小、旅行速度降低，出现与市区级地铁同质化的趋向，未能实现快线功能，被认为制约了市域轨道网络的系统功能发挥，使得中心城与市域新城之间的交通联系在市域铁路重新规划前仍然是上海城镇交通体系的薄弱环节。上海市城市综合交通规划研究所曾于2012年提出过建设独立于地铁的轨道快线、铁路服务于客运的设想，但未有被纳入正式规划的迹象。

### 2014年~2016年：规划期
2014年，《上海市交通发展白皮书》发布，白皮书提出上海交通发展应要发展市郊铁路，并将其作为新一轮城市规划中的专题之一，专题中为市域铁路架构了初步的网络。2015年开始展开“上海都市圈市郊铁路制式研究”，明确要构建新城相对独立的交通体系；各新城规划1条以上城际铁路或轨道快线通过，重点新市镇实现15分钟接入市域轨道交通网络。2016年，首批建设的线路在上海市轨道交通近期建设规划(2017-2025)中被公布。2017年12月，包含《上海市轨道交通线网规划（2035）》在内的《上海市城市总体规划（2017-2035）》获国务院批复，《线网规划》规划了共21条线路，1157公里的线路（另规划有22公里预留通道）。《线网规划》将当时已在建，或已开通、在规划中的上海轨道交通金山线、16号线、17号线、原19号线纳入上海市域铁路系统，而原19号线改名为崇明线，因此自规划开始，市域线里程就已经达到115公里（金山铁路与16号线里程之和）。2016年4月14日上海市政府采购中心发布“上海市交通委员会市郊铁示范线规划”，将嘉闵线与机场快线(外环方案)列入市域铁路示范线，要求2016年9月30日前完成初步成果，2017年6月30日前提交最终成果。2016年4月18日，上海市轨道交通近期建设规划(2017-2025)环境影响评价第二次公示，公布了
2017-2025年建设的市域轨道交通线，包括嘉闵线、机场联络线以及崇明线。2016年8月，规土局答复人大代表的建议时，表示除了16号线、17号线与崇明线外，其它线路均采用市域铁路制式。

### 2018年~今：建设计划获批
2018年12月11日，上海市城市轨道交通第三期建设规划（2018～2023年）获得国家发展改革委批复，包括了嘉闵线、机场联络线与崇明线。
2020年4月《长江三角洲地区交通运输更高质量一体化发展规划》提出“规划建设上海机场联络线（含南站支线）、上海嘉闵线（含北延伸）、上海崇明线、上海南汇支线、上海市域17号线西延伸、金山至平湖......实施一批既有铁路的市域（郊）功能改造。”该发展规划规划期至2025年，展望至2035年。2021年6月，国家发改委印发《长江三角洲地区多层次轨道交通规划》，其中线路涉及到上海的，包括了沪乍杭铁路及其货运线共2条干线铁路，苏锡常城际、沪杭城际、水乡旅游线共3条城际铁路，嘉闵线（含北延伸）、南汇支线、市域17号线西延伸、崇明线（这四者已于《长江三角洲地区交通运输更高质量一体化发展规划》中获批）、南枫线、示范区线、奉贤线、金山至平湖线、嘉兴至枫南线共9条市域（郊）铁路。2022年8月15日，《市域铁路设计标准》向大众征求意见，标志着上海的市域铁路标准化、规范化。

## 运营线路
| 線路名稱     | 起點站／終點站 | 起點站／終點站   | 首段启用日期   | 最近調整日期 | 車站數目 | 运营長度 （公里） | 列车编组         | 产权方                                                                                | 运营方                   |
| ------------ | -------------- | ---------------- | -------------- | ------------ | -------- | ----------------- | ---------------- | ------------------------------------------------------------------------------------- | ------------------------ |
| █ 金山线     | 上海南         | 金山卫           | 2012年9月28日  | 2025年1月5日 | 9        | 56.4              | 8节市域C型车     | 上海南–新桥：国铁 新桥站不含–金山卫：国铁51%、上海市49%合资(上海金山铁路有限责任公司) | 国铁上海局集团南翔直属站 |
| █ 市域机场线 | 虹桥2号航站楼  | 浦东1号2号航站楼 | 2024年12月27日 | -            | 7        | 58.5              | 4节/8节市域C型车 | 上海申铁投资有限公司                                                                  | 上海市域铁路运营有限公司 |
| 总计         | 总计           | 总计             | 总计           | 总计         | 15       | 114.9             |                  |                                                                                       |                          |

## 形式
若以建设时是否作为国铁线路建设，可将市域线的线路分为两类。

### 新建通勤铁路
为市域线的主要形式，线路设计与班次服务以近郊通勤服务为主，主要使用市域C型车，此类线路可能也有与国铁线路的联络线，并开行一部分与国铁联通运行的通勤车次，或是与外省的市域铁路联通运营。近期将建设的包括南汇线、嘉闵线、示范区线、南枫线（暂名）等。未来建设的将有嘉青松金线、曹奉线、沪崇线等。

### 国铁改造通勤铁路
此类线路最初建设的是以国铁的等级进行建设，因此线路走向和车站设置上可能有避开建成区、大站距的特点，在上海与国铁进行合作后才开行通勤列车，甚至为此改建沿线车站，开行后由国铁运营。已开通的包括金山线。未来可能开行沪乍线、南何线等。

## 票价
除去于2024年前开通的金山线外，所有的市域线均执行0.45元/千米的票价。若不涉及与地铁的换乘，不足4元的区段均按照4元收费。

## 线路规划
市域线的建设名义线路与实际运营时的交路不完全相同，通过开行多种跨线车的形式，使得嘉闵线、机场联络线以及未来新建市域线可以形成多种交路组合。

### 建设项目规划

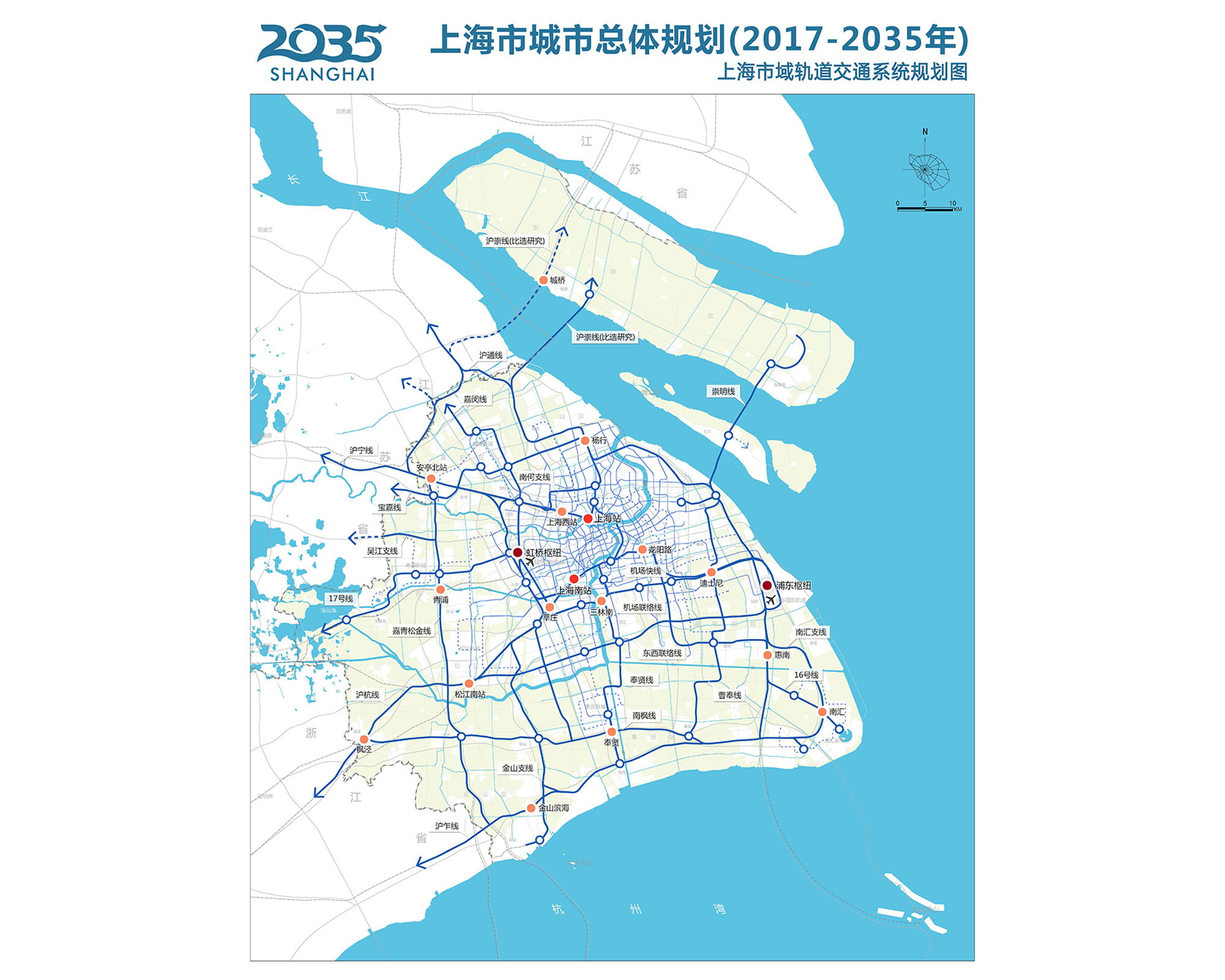
上海市城市总体规划（2017-2035年）轨道交通市域线系统规划图。虚线为比选方案。

根据《上海市城市总体规划（2017-2035）》，上海到2035年前，要建成2条联系重要交通枢纽、重点功能区和2-3条深入中心城内部、贯穿主城区重要客流走廊的轨道快线，更新利用南何线、北杨线、何杨线以及专用线等现状通道。建立9条主城区联系新城、核心镇、中心镇及近沪城镇的射线，在新城、核心镇和中心镇之间构建 10 条左右联络线。形成由21条线路、1000公里组成的公共交通骨架。此外，通过市域枢纽节点转换和部分区段的跨线直通运行，实现多模式轨道交通系统之间的互联互补。。

上海地铁规划线路图（截至2024年3月已公示部分）

下表以预定通车时间排序。
| 预定通车时间                        | 线路                           | 区段                           | 起讫站点                           | 长度（公里） | 车站数 | 编组           | 建设状态                                     |
| ----------------------------------- | ------------------------------ | ------------------------------ | ---------------------------------- | ------------ | ------ | -------------- | -------------------------------------------- |
| 2026年                              | █ 市域机场线                   | 联络线                         | 浦东1号2号航站楼 - 浦东3号航站楼站 | 3            | 0      | 4/8节市域C型車 | 建设中                                       |
| 2026年                              | █ 南汇线                       | 首通段                         | 浦东3号航站楼站 - 滴水湖北         | 29           | 4      | 4/8节市域C型車 | 建设中                                       |
| 2027年                              | █ 市域机场线                   | 剩余段                         | 浦东3号航站楼站 - 上海东站         | 7            | 1      | 4/8节市域C型車 | 建设中                                       |
| 2027年                              | █ 南汇线                       | 剩余段                         | 鹏翔路 - 上海东站                  | 6            | 1      | 4/8节市域C型車 | 建设中                                       |
| 2028年                              | █ 示范区线                     | █ 示范区线                     | 虹桥2号航站楼 - 水乡客厅           | 57           | 10     | 4/8节市域C型车 | 建设中                                       |
| 2028年                              | █ 市域机场线                   | 预留车站                       | 浦东3号航站楼站                    | 0            | 1      | 4/8节市域C型車 | 建设中                                       |
| 2028年                              | █ 南汇线                       | 预留车站                       | 浦东3号航站楼站                    | 0            | 1      | 4/8节市域C型車 | 建设中                                       |
| 2028年                              | █ 嘉闵线                       | █ 嘉闵线                       | 银都路 - 太仓站                    | 51           | 20     | 8节市域C型车   | 苏州段及上海段本线建设中，北延伸上海段待建   |
| 2035年前                            | █ 南枫线                       | █ 南枫线                       | 滴水湖北 - 枫泾站                  | 95           | 15     | 4/8节市域C型车 | 亭林等3座车站建设中，其余规划中              |
| 2035年前                            | █ 奉贤线                       | █ 奉贤线                       | 三林南 - 奉贤站/海湾大学城         |              |        | 制式未确定     | 已批复                                       |
| 2035年前                            | █ 沪乍线                       | █ 沪乍线                       | 上海金山站–四团站                  |              |        |                | 沪乍杭铁路（沪平盐城际铁路、浦东铁路）环评中 |
| 2035年前                            | █ 市域机场线                   | 南站支线                       | 三林南站 - 上海南站                |              | 1      | 8节市域C型车   | 长三角529号文批复，尚未启动实施              |
| 提议中的远期规划 尚未取得发改委批复 | █ 浦南线 （原27号线/心港快线） | █ 浦南线 （原27号线/心港快线） | 上海科技馆 - 四团站 - ？           |              |        |                | 远期规划                                     |
| 提议中的远期规划 尚未取得发改委批复 | █ 嘉闵线                       | 南延伸                         | 银都路 - 平庄公路                  |              |        | 8节市域C型车   | 远期规划                                     |
| 提议中的远期规划 尚未取得发改委批复 | 东西联络线                     | 东西联络线                     | 上海东站 - 上海松江站              | 60           | 13     |                | 远期规划                                     |
| 提议中的远期规划 尚未取得发改委批复 | 松江快线                       | 松江快线                       | 松汇西路 - 上海南站 - 徐汇滨江     | 50           |        |                |                                              |
| 提议中的远期规划 尚未取得发改委批复 | 嘉定快线                       | 嘉定快线                       | 娄塘–康联路–中兴路                 |              |        |                | 前期研究 尚未纳入规划轨道交通网络            |
| 提议中的远期规划 尚未取得发改委批复 | 沪崇线                         | 沪崇线                         | 崇明站–康联路–(嘉定快线)           |              |        | 远期规划       |                                              |
| 提议中的远期规划 尚未取得发改委批复 | “嘉松路线”                     | “嘉松路线”                     | 太仓南站 - 嘉松中路 - ？           |              |        |                | 远期规划                                     |
| 提议中的远期规划 尚未取得发改委批复 | 嘉青松金线                     | 嘉青松金线                     | 安亭北站 - 金山大道站              | 80           | 14     |                | 远期规划 青浦新城站已建                      |
| 提议中的远期规划 尚未取得发改委批复 | 宝嘉线                         | 宝嘉线                         | 安亭北站 - 吴淞                    | 32           | 9      |                | 远期规划 上海宝山站已建                      |
| 提议中的远期规划 尚未取得发改委批复 | 沪通线                         | 沪通线                         | 罗泾 - 凌空北路                    |              |        |                | 远期规划                                     |
| 提议中的远期规划 尚未取得发改委批复 | 曹奉线                         | 曹奉线                         | 凌空北路–川沙– 四团站              |              |        | 远期规划       |                                              |
| 提议中的远期规划 尚未取得发改委批复 | “东站快线”                     | “东站快线”                     | 川沙 - 上海东站                    |              |        | 远期规划       |                                              |
| 提议中的远期规划 尚未取得发改委批复 | █ 奉贤线                       | 北延伸                         | 三林南 - 南浦大桥                  |              |        |                | 远期规划                                     |
| 提议中的远期规划 尚未取得发改委批复 | █ 示范区线                     | 东延伸                         | 前湾公园站 - 中山公园站            |              |        | 4/8节市域C型車 | 远期规划                                     |
| 提议中的远期规划 尚未取得发改委批复 | 南何线                         | 南何线                         | 莘庄 - 吴淞                        |              |        |                | 国铁线路改造，提议中                         |

#### 项目投资金额一览
| 工程名                                    | 区间                                         | 长度（公里） | 项目公司                              | 总投资（亿元）            | 平均造价（亿元/公里） | 参考资料                   |
| ----------------------------------------- | -------------------------------------------- | ------------ | ------------------------------------- | ------------------------- | --------------------- | -------------------------- |
| 上海轨道交通市域线机场联络线              | 虹桥站－上海东站                             | 67.339       | 上海申铁投资有限公司 （上海久事控股） | 439.11                    | 6.52                  | 报建资料                   |
| 上海轨道交通市域线嘉闵线                  | 银都路站－城北路站                           | 44.0         | 上海申铁投资有限公司 （上海久事控股） | 550.42/346.6              | 12.52/7.87            | 环评征求意见稿/ 环评送审稿 |
| 上海轨道交通市域线嘉闵线北延伸 （上海段） | 城北路站 - 上海江苏省界                      | 10           | 上海申铁投资有限公司 （上海久事控股） |                           |                       |                            |
| 南汇支线（两港市域铁路）                  | 浦东机场T3航站楼站 / 上海东站 - 临港开放区站 | 35           | 上海申铁投资有限公司 （上海久事控股） | 112（直接工程费用，下同） | 3.2                   | 建设规划                   |
| 上海示范区线                              | 虹桥–水乡客厅                                | 52.4         | 上海申铁投资有限公司 （上海久事控股） | 391.154                   | 7.45                  | [ 34 ]                     |
| 上海轨道交通南枫线                        | 临港开放区站 - 枫泾站                        | 93           |                                       | 280                       | 3.01                  | 建设规划                   |
| 上海奉贤线                                | 三林南站 - 奉贤站                            | 37           |                                       | 220                       | 5.95                  | 建设规划                   |